# Кубок России по биатлону 2023/2024
Альфа-Банк Кубок России по биатлону 2023/24 стартовал 25 ноября 2023 года в Ханты-Мансийске и завершился 4 марта 2024 года в Уфе. Изначально было запланировано пять этапов, но из-за сильных морозов третий этап в Тюмени был отменён. Как и в прошлом сезоне, наряду с россиянами вне конкурса участвовали спортсмены из Республики Беларусь, но их результаты теперь учитывались в общем зачёте Кубка России.
С этого сезона во время проведения каждого этапа Кубка России и Кубка Содружества проводятся «прологи»: четыре команды, состоящие из 8 человек (4 мужчины и 4 женщины во главе с капитанами) соревновались либо в лыжном спринте на 100 метров, либо в дуэльной стрельбе. Победители и призёры каждого «пролога» получали от 30 до 50 тысяч рублей, а общий призовой фонд составил 1 миллион рублей.
В январе 2024 года был введён молодёжный зачёт для спортсменов не старше 23 лет и синий биб для его лидеров.
Обладателем Кубка России среди мужчин стал представитель Башкортостана Эдуард Латыпов, а среди женщин – Наталия Шевченко из Свердловской области.

## Результаты соревнований

### 1-й этап —Ханты-Мансийск(25 — 26 ноября 2023 года)
| Гонка                                                                        | Женщины | Мужчины |
| Одиночная смешанная эстафета 1. 25 ноября 2023 Женщины: 6 км Мужчины: 7,5 км | 1. Свердловская область-1 40:45.5 (0+5) (Кирилл Бажин, Тамара Дербушева) 2. Пермский край-1 +1:12.8 (1+7) (Иван Колотов, Анастасия Зырянова) 3. Московская область-1 +1:26.6 (0+5) (Роман Сурнев, Полина Шевнина) Финишный протокол | 1. Свердловская область-1 40:45.5 (0+5) (Кирилл Бажин, Тамара Дербушева) 2. Пермский край-1 +1:12.8 (1+7) (Иван Колотов, Анастасия Зырянова) 3. Московская область-1 +1:26.6 (0+5) (Роман Сурнев, Полина Шевнина) Финишный протокол |
| Смешанная эстафета 1. 26 ноября 2023 Женщины: 2x6 км Мужчины: 2x7.5 км       | 1. Свердловская область-1 1:15:34.9 (1+9) (Василий Томшин, Кирилл Бажин, Тамара Дербушева, Ирина Казакевич) 2. Новосибирская область-1 +29.0 (0+8) (Роман Ерёмин, Даниил Серохвостов, Евгения Буртасова, Анастасия Гришина) 3. ХМАО-Югра-1 +1:00.9 (0+10) (Дмитрий Иванов, Пётр Пащенко, Кристина Резцова, Елизавета Каплина) Финишный протокол | 1. Свердловская область-1 1:15:34.9 (1+9) (Василий Томшин, Кирилл Бажин, Тамара Дербушева, Ирина Казакевич) 2. Новосибирская область-1 +29.0 (0+8) (Роман Ерёмин, Даниил Серохвостов, Евгения Буртасова, Анастасия Гришина) 3. ХМАО-Югра-1 +1:00.9 (0+10) (Дмитрий Иванов, Пётр Пащенко, Кристина Резцова, Елизавета Каплина) Финишный протокол |

### 2-й этап —Ханты-Мансийск(28 ноября — 4 декабря 2023 года)
Этап открывал премьерный «пролог» 28 ноября. В лыжном спринте на 100 метров у женщин победила Анна Грухвина, а у мужчин – Александр Корнев.
| Гонка                                                                                   | Женщины | Мужчины |
| Спринт 1. 1 декабря 2023 Женщины: 7,5 км 2. 1 декабря 2023 Мужчины: 10 км               | 1. Наталия Шевченко 21:58.2 (0+0) 2. Кристина Резцова +15.1 (0+0) 3. Наталья Гербулова +18.1 (0+0) 4. Тамара Дербушева 5. Виктория Сливко 6. Анастасия Зырянова Финишный протокол                   | 1. Эдуард Латыпов 24:26.1 (0+1) 2. Евгений Сидоров +2.8 (0+0) 3. Кирилл Бажин +16.5 (1+0) 4. Роман Ерёмин 5. Антон Бабиков 6. Александр Логинов Финишный протокол                            |
| Гонка преследования 1. 2 декабря 2023 Женщины: 10 км 2. 2 декабря 2023 Мужчины: 12,5 км | 1. Наталия Шевченко 29:41.0 (1+0+1+0) 2. Елизавета Каплина +13.4 (1+0+0+0) 3. Анастасия Гореева +14.5 (0+0+1+0) 4. Анастасия Батманова 5. Тамара Дербушева 6. Наталья Гербулова Финишный протокол   | 1. Кирилл Бажин 33:59.6 (0+0+1+0) 2. Александр Логинов +24.5 (0+1+0+0) 3. Эдуард Латыпов +1:01.4 (1+2+1+0) 4. Карим Халили 5. Александр Поварницын 6. / Даниил Серохвостов Финишный протокол |
| Большой масс-старт 1. 3 декабря 2023 Женщины: 12 км 2. 3 декабря 2023 Мужчины: 15 км    | 1. Кристина Резцова 36:45.7 (0+0+1+0) 2. / Анастасия Гришина +11.6 (0+0+0+1) 3. Екатерина Носкова +37.0 (0+0+0+2) 4. Тамара Дербушева 5. Елизавета Каплина 6. Анастасия Батманова Финишный протокол | 1. Эдуард Латыпов 42:17.9 (0+1+2+0) 2. Кирилл Бажин +20.4 (0+0+3+1) 3. Александр Поварницын +24.3 (1+0+1+1) 4. Вадим Истамгулов 5. / Даниил Серохвостов 6. Антон Бабиков Финишный протокол   |

### 3-й этап —Тюмень(5 — 11 декабря 2023 года)
Из-за низких температур все гонки этапа, как и «пролог», были отменены. Вместо них 6 декабря была проведена тренировочная гонка у женщин, которую выиграла Анастасия Шевченко и получила в качестве приза 30 тысяч рублей от телеканала «Матч ТВ».

### 4-й этап —Ижевск(16 — 22 января 2024 года)
Накануне этапа 17 января состоялся «пролог». В дуэльной стрельбе у мужчин сильнейшим оказался Виктор Плицев, у женщин – Наталья Гербулова.
| Гонка                                                                                  | Женщины | Мужчины |
| Индивидуальная гонка 1. 18 января 2024 Женщины: 15 км 2. 18 января 2024 Мужчины: 20 км | 1. Анастасия Гореева 48:01.1 (1+1+0+0) 2. Анастасия Шевченко +5.1 (0+0+1+0) 3. Елизавета Каплина +25.0 (1+1+1+0) 4. Виктория Сливко 5. Наталия Шевченко 6. Анастасия Зырянова Финишный протокол | 1. Никита Поршнев 54:20.4 (0+0+0+1) 2. Эдуард Латыпов +54.6 (0+2+1+0) 3. Александр Корнев +1:28.1 (2+0+1+0) 4. Евгений Гараничев 5. Александр Поварницын 6. Рустам Каюмов Финишный протокол |
| Спринт 1. 20 января 2024 Женщины: 7,5 км 2. 20 января 2024 Мужчины: 10 км              | 1. Наталия Шевченко 24:55.2 (0+0) 2. Анастасия Егорова +10.3 (0+0) 3. Анастасия Батманова +20.0 (0+0) 4. Полина Шевнина 5. Анастасия Гореева 6. Виктория Сливко Финишный протокол               | 1. Антон Бабиков 29:27.0 (0+1) 2. Михаил Бурундуков +16.2 (0+0) 3. Дмитрий Абашев +20.2 (0+0) 4. Евгений Сидоров 5. Александр Логинов 6. Эдуард Латыпов Финишный протокол                   |
| Большой масс-старт 1. 21 января 2024 Женщины: 12 км 2. 21 января 2024 Мужчины: 15 км   | 1. Виктория Сливко 44:53.6 (0+0+0+1) 2. Полина Шевнина +1:18.2 (1+0+1+2) 3. Лариса Куклина +1:22.0 (0+1+1+0) 4. Ирина Казакевич 5. Владислава Гаврилова 6. Наталия Шевченко Финишный протокол   | 1. Антон Бабиков 46:03.6 (1+0+1+0) 2. Александр Логинов +39.9 (0+0+1+2) 3. Евгений Емерхонов +56.6 (0+0+2+0) 4. Виктор Плицев 5. Михаил Бурундуков 6. Ильназ Мухамедзянов Финишный протокол |

### 5-й этап —Уфа(27 февраля — 4 марта 2024 года)
1 марта на 100-метровом лыжном спринте в рамках «пролога» у мужчин победил Виктор Плицев, у женщин – Наталия Шевченко.
Белорусские спортсмены финальный этап в Уфе полностью пропустили.
| Гонка                                                                                    | Женщины | Мужчины |
| Индивидуальная гонка 1. 29 февраля 2024 Женщины: 15 км 2. 29 февраля 2024 Мужчины: 20 км | 1. Анастасия Егорова 42:13.1 (0+0+0+1) 2. Анастасия Гореева +10.3 (0+0+0+1) 3. Наталия Шевченко +41.1 (0+1+1+0) 4. Наталья Гербулова 5. Светлана Миронова 6. Виктория Сливко Финишный протокол | 1. Карим Халили 38:35.4 (0+2+0+0) 2. Ильназ Мухамедзянов +8.3 (2+1+0+0) 3. Дмитрий Иванов +30.0 (0+0+1+1) 4. Михаил Бурундуков 5. Василий Томшин 6. Антон Бабиков Финишный протокол |
| Спринт 1. 2 марта 2024 Женщины: 7,5 км 2. 2 марта 2024 Мужчины: 10 км                    | 1. Анастасия Шевченко 23:28.5 (0+0) 2. Тамара Дербушева +8.5 (0+0) 3. Полина Шевнина +9.7 (0+0) 4. Наталия Шевченко 5. Наталья Гербулова 6. Анастасия Батманова Финишный протокол              | 1. Эдуард Латыпов 24:08.4 (0+0) 2. Александр Логинов +24.6 (1+0) 3. Антон Бабиков +34.9 (0+0) 4. Карим Халили =5. Петр Пащенко =5. Алексей Вагин Финишный протокол                  |
| Гонка преследования 1. 3 марта 2024 Женщины: 10 км 2. 3 марта 2024 Мужчины: 12,5 км      | 1. Наталия Шевченко 31:27.8 (1+0+1+1) 2. Наталья Гербулова +6.6 (0+0+0+1) 3. Анастасия Шевченко +8.7 (1+0+0+0) 4. Елизавета Каплина 5. Тамара Дербушева 6. Кристина Резцова Финишный протокол  | 1. Евгений Сидоров 34:36.7 (0+0+0+0) 2. Антон Бабиков +2.2 (1+0+0+0) 3. Ильназ Мухамедзянов +4.8 (0+0+0+1) 4. Алексей Вагин 5. Петр Пащенко 6. Карим Халили Финишный протокол       |

## Зачёты Кубка России

### Мужчины
| №  | Спортсмен            | Очки |
| -- | -------------------- | ---- |
| 1  | Эдуард Латыпов       | 430  |
| 2  | Антон Бабиков        | 362  |
| 3  | Кирилл Бажин         | 341  |
| 4  | Александр Логинов    | 338  |
| 5  | Евгений Сидоров      | 331  |
| 6  | Ильназ Мухамедзянов  | 296  |
| 7  | Александр Поварницын | 269  |
| 8  | Карим Халили         | 252  |
| 9  | Дмитрий Лазовский    | 241  |
| 10 | Алексей Вагин        | 232  |

| №  | Спортсмен           | Очки |
| -- | ------------------- | ---- |
| 1  | Ильназ Мухамедзянов | 80   |
| 2  | Дмитрий Иванов      | 78   |
| 3  | Эдуард Латыпов      | 68   |
| 4  | Михаил Бурундуков   | 68   |
| 5  | Карим Халили        | 60   |
| 6  | Дмитрий Лазовский   | 60   |
| 7  | Алексей Вагин       | 58   |
| 8  | Вадим Истамгулов    | 57   |
| 9  | Василий Томшин      | 57   |
| 10 | Никита Поршнев      | 54   |

| №  | Спортсмен         | Очки |
| -- | ----------------- | ---- |
| 1  | Эдуард Латыпов    | 214  |
| 2  | Евгений Сидоров   | 168  |
| 3  | Александр Логинов | 155  |
| 4  | Кирилл Бажин      | 154  |
| 5  | Антон Бабиков     | 154  |
| 6  | Иван Тулатин      | 126  |
| 7  | Михаил Бурундуков | 104  |
| 8  | Дмитрий Лазовский | 103  |
| 9  | Алексей Вагин     | 98   |
| 10 | Рустам Каюмов     | 94   |

| №  | Спортсмен            | Очки |
| -- | -------------------- | ---- |
| 1  | Евгений Сидоров      | 93   |
| 2  | Кирилл Бажин         | 91   |
| 3  | Александр Логинов    | 87   |
| 4  | Эдуард Латыпов       | 82   |
| 5  | Антон Бабиков        | 80   |
| 6  | Карим Халили         | 79   |
| 7  | Ильназ Мухамедзянов  | 69   |
| 8  | Александр Поварницын | 68   |
| 9  | Петр Пащенко         | 62   |
| 10 | Алексей Вагин        | 57   |

| №  | Спортсмен            | Очки |
| -- | -------------------- | ---- |
| 1  | Антон Бабиков        | 92   |
| 2  | Эдуард Латыпов       | 86   |
| 3  | Александр Логинов    | 75   |
| 4  | Александр Поварницын | 74   |
| 5  | Евгений Емерхонов    | 73   |
| 6  | Дмитрий Лазовский    | 67   |
| 7  | Максим Воробей       | 65   |
| 8  | Вадим Истамгулов     | 64   |
| 9  | Кирилл Бажин         | 62   |
| 10 | Виктор Плицев        | 61   |

### Женщины
| №  | Спортсмен           | Очки |
| -- | ------------------- | ---- |
| 1  | Наталия Шевченко    | 442  |
| 2  | Виктория Сливко     | 356  |
| 3  | Елизавета Каплина   | 348  |
| 4  | Тамара Дербушева    | 345  |
| 5  | Анастасия Гореева   | 341  |
| 6  | Анастасия Шевченко  | 338  |
| 7  | Наталья Гербулова   | 334  |
| 8  | Анастасия Батманова | 320  |
| 9  | Полина Шевнина      | 309  |
| 10 | Анастасия Егорова   | 295  |

| №  | Спортсмен          | Очки |
| -- | ------------------ | ---- |
| 1  | Анастасия Гореева  | 114  |
| 2  | Анастасия Шевченко | 88   |
| 3  | Анастасия Егорова  | 88   |
| 4  | Наталия Шевченко   | 87   |
| 5  | Виктория Сливко    | 75   |
| 6  | Наталья Гербулова  | 75   |
| 7  | Елизавета Каплина  | 72   |
| 8  | Екатерина Носкова  | 63   |
| 9  | Анастасия Зырянова | 62   |
| 10 | Лариса Куклина     | 59   |

| №  | Спортсмен           | Очки |
| -- | ------------------- | ---- |
| 1  | Наталия Шевченко    | 199  |
| 2  | Тамара Дербушева    | 167  |
| 3  | Виктория Сливко     | 154  |
| 4  | Анастасия Батманова | 151  |
| 5  | Наталья Гербулова   | 148  |
| 6  | Анастасия Шевченко  | 142  |
| 7  | Елизавета Каплина   | 131  |
| 8  | Ирина Казакевич     | 124  |
| 9  | Анастасия Егорова   | 123  |
| 10 | Полина Шевнина      | 120  |

| №  | Спортсмен           | Очки |
| -- | ------------------- | ---- |
| 1  | Наталия Шевченко    | 120  |
| 2  | Елизавета Каплина   | 97   |
| 3  | Наталья Гербулова   | 88   |
| 4  | Тамара Дербушева    | 78   |
| 5  | Анастасия Батманова | 75   |
| 6  | Анастасия Шевченко  | 72   |
| 7  | Кристина Резцова    | 64   |
| 8  | Виктория Сливко     | 62   |
| 9  | Анастасия Зырянова  | 59   |
| 10 | Полина Шевнина      | 59   |

| №  | Спортсмен            | Очки |
| -- | -------------------- | ---- |
| 1  | Виктория Сливко      | 94   |
| 2  | Полина Шевнина       | 87   |
| 3  | Екатерина Носкова    | 78   |
| 4  | Елизавета Каплина    | 72   |
| 5  | Ирина Казакевич      | 72   |
| 6  | Тамара Дербушева     | 71   |
| 7  | Лариса Куклина       | 66   |
| 8  | Анастасия Гореева    | 64   |
| 9  | Владислава Гаврилова | 61   |
| 10 | Кристина Резцова     | 60   |